# Alchemilla appressipila
Alchemilla appressipila är en rosväxtart som beskrevs av Sergei Vasilievich Juzepczuk. Alchemilla appressipila ingår i släktet daggkåpor, och familjen rosväxter. Inga underarter finns listade i Catalogue of Life.